# Pinacoteca comunale di Quistello
La Pinacoteca comunale di Quistello è un museo di Quistello, in provincia di Mantova.
Collocata all'interno del palazzo comunale danneggiato dal terremoto dell'Emilia del 2012 e in attesa di ristrutturazione, contiene dipinti, disegni, sculture e grafiche di artisti che coprono un periodo da fine dell'Ottocento alla seconda metà del Novecento. Le opere provengono da donazioni degli artisti e dei cittadini quistellesi.
Sono presenti opere di Udo Cavicchini, Ugo Celada, Giuseppe Gorni, Pio Semeghini, Alberto Viani e altri.